# Qauqaut
Die Qauqaut (chinesisch: 猴猴族 Hóuhóu zú) waren ein indigenes Volk auf der Insel Taiwan. Sie werden zu den Pingpu („Flachland-Völkern“) gezählt.

## Name
Die Volksbezeichnung Qauqaut, der die chinesische (Houhou) und die taiwanische Bezeichnung (Kâu-kâu) lautlich nachgebildet sind, stammt wahrscheinlich aus der Sprache der Kavalan, in deren Nachbarschaft die Qauqaut lebten und in denen sie schließlich aufgingen. Eine Selbstbezeichnung des Volkes ist nicht überliefert.

## Geschichte
Die Qauqaut lebten Ende des 19. Jahrhunderts in der Gegend von Suao an der Nordostküste Taiwans im heutigen Landkreis Yilan. Aufzeichnungen aus der Zeit der Qing-Herrschaft über Taiwan legen nahe, dass die Qauqaut im 18. Jahrhundert Siedlungsbewegungen innerhalb Nordtaiwans vollzogen und spätestens Anfang des 19. Jahrhunderts in ihrem letzten bekannten Siedlungsgebiet in Yilan sesshaft wurden.
Der Missionar George Leslie Mackay erwähnte 1892 in seinem Tagebuch Berichte, wonach die Qauqaut einst im Landesinneren unter den Atayal gelebt hätten und nach einem Zerwürfnis mit diesen an die Küste umgesiedelt seien. Mackay spricht von elf zu seiner Zeit bestehenden Qauqaut-Haushalten innerhalb des Gebiets der Kavalan. Forschungen japanischer Ethnologen während der japanischen Herrschaft über Taiwan bestätigen die Herkunft der Qauqaut aus dem Landesinneren und ihre Verschiedenheit von den Kavalan, kommen jedoch zu dem Schluss, dass sie Anfang des 20. Jahrhunderts bereits vollständig im Volk der Kavalan aufgegangen seien.

## Kultur
Aufgrund der geringen schriftlichen Zeugnisse und der Verschmelzung mit den Kavalan ist über die Kultur der Qauqaut nicht viel bekannt. Eine wichtige Quelle ist Mackays Tagebuch. Aus ihm geht hervor, dass die Qauqaut Verstorbene in einem Grab in der Erde in sitzender Position bestatteten. Grabbeigaben, zu denen Tabak und eine Pfeife gehörten, wurden hineingelegt. Kurz bevor das Grab ganz mit Erde bedeckt war, mussten die Angehörigen des Toten fort in ihre Häuser eilen, um dort die Totenklage abzuhalten.
Die Qauqaut praktizierten Kopfjagd. Erbeutete Schädel wurden aufbewahrt und im Kriegsfall zum Ansporn, aber auch zur Warnung der eigenen Stammesangehörigen auf Pfahlgerüste im Dorf gesteckt, eine Sitte, die sie von ihren Nachbarn, den Kavalan, unterschied.
Von der ausgestorbenen Sprache der Qauqaut sind nur wenige Wörter und Sätze überliefert. Es handelte sich wie bei allen Formosa-Sprachen um eine austronesische Sprache mit vielen Parallelen zur Sprache der Kavalan.